# Bona (film)
Bona è un film del 1980 diretto da Lino Brocka.
Film filippino che esplora la dinamica di potere e sottomissione, evidenziando le disuguaglianze sociali e le illusioni romantiche.

## Trama
Bona è una giovane studentessa di Manila che, ossessionata dall'attore di serie B Gardo, abbandona la sua famiglia borghese per vivere con lui in una baraccopoli. 
Nonostante il suo amore e la dedizione, Gardo la tratta con indifferenza, sfruttandola come domestica e umiliandola ripetutamente. 

## Produzione
Il film è stato originariamente scritto come sceneggiatura televisiva da Cenen Ramones e successivamente adattato per il cinema da Lino Brocka, che ha modificato la trama per concentrarsi sull'ossessione di Bona per Gardo, piuttosto che su una storia d'amore convenzionale.

## Distribuzione
Bona è stato presentato in anteprima al 6º Metro Manila Film Festival nel 1980 e successivamente alla Quinzaine des Réalisateurs del Festival di Cannes nel 1981. 
Dopo anni di oblio, il film è stato restaurato e presentato nella sezione Cannes Classics del Festival di Cannes nel 2024, ricevendo elogi da parte della critica.

## Riconoscimenti
- 1981 – Gawad Urian Awards
  - Miglior attrice a Nora Aunor
  - Candidatura a miglior film
  - Candidatura a miglior regista per Lino Brocka
  - Candidatura a miglior attore per Phillip Salvador
- 1982 – Figueira da Foz International Film Festival
  - Premio della giuria della Federazione Internazionale dei Cineclub